# Jabłoń
Jabłoń è un comune rurale polacco del distretto di Parczew, nel voivodato di Lublino.
Ricopre una superficie di 110,98 km² e nel 2004 contava 4 233 abitanti.

## Geografia antropica

### Frazioni
Oltre al comune capoluogo, Jabłoń si compone di 11 frazioni: Antopol, Dawidy, Gęś, Holendernia, Kalinka, Kolano, Kolano-Kolonia, Kudry, Łubno, Paszenki e Puchowa Góra.